# Peter Pettigrew
Peter Pettigrew (* o. 1960.) imaginaran je lik iz serije romana o Harryju Potteru. U filmovima ga glumi Timothy Spall.
Pettigrew je često oslovljavan svojim nadimkom "Crvorep".
Isprva, u Harryju Potteru i zatočeniku Azkabana, Harryju Potteru rečeno je da je Pettigrew bio prijatelj njegova oca (Jamesa Pottera) koji se hrabro suočio sa Siriusom Blackom nakon što je ovaj izdao Harryjeve roditelje. Black je navodno ubio Pettigrewa, od kojeg je ostao samo jedan prst, a usput i dvanaest nevinih bezjaka. Zbog toga je Black poslan u čarobnjački zatvor, Azkaban.
Na kraju knjige, međutim, Sirius i Remus Lupin otkrivaju da je Pettigrew animagus koji se može preobraziti u štakora. On je bio Čuvar tajne Jamesa i Lily Potter (dok je Harry još bio beba) u nadi da će Voldemort progoniti Blacka, a ne Petera. On je pak odao Pottere Voldemortu kako bi zadobio njegovu naklonost. Kad se te noći suočio sa Siriusom, Pettigrew je ubio 12 bezjaka te se preobrazio u štakora kako bi zajedno s ostalim štakorima mogao pobjeći u kanalizaciju. Za sobom je ostavio samo jedan prst i tako je uspješno lažirao svoju smrt i smjestio Blacku za svoju smrt te smrti Potterovih i još 12 ljudi. Od tada je Pettigrew živio pod krinkom Šugonje, kućnog ljubimca štakora koji je prvo bio u vlasništvu Percyja Weasleyja, a zatim u vlasništvu njegovog brata Rona. Nije otkriveno kako je Peter, kao Šugonja, došao u obitelj Weasley. Ipak, Pettigrewu je vrijeme provedeno s njima koristilo: mogao je čuti sve vijesti o Voldemortu i Siriusu Blacku. Nitko od Weasleyjevih nije posebno zapazio da je "Šugonja" nadživio običnog vrtnog štakora i da mu nedostaje jedan prstić.
Nakon Harryjeve i Ronove druge godine školovanja u Hogwartsu, Šugonja je prikazan na fotografiji u Dnevnom proroku, na ramenu Rona Weasleyja. To je potaknulo bijeg Siriusa Blacka iz Azkabana zato što je prepoznao Pettigrewa.
Pettigrew je kasnije, po drugi put, lažirao svoju smrt kako bi izbjegao Krivonju koji ga je pokušavao odnijeti Blacku. Nakon što je u Harryju Potteru i zatočeniku Azkabana zarobljen, Harry je uvjerio Siriusa i Lupina da ne ubiju Pettigrewa. Međutim, Pettigrew je uspio pobjeći u štakorskom obličju te se uspio vratiti Voldemortu. Peter svoj život duguje Harryju koji je spriječio Lupina i Blacka da ga ubiju. Albus Dumbledore to opisuje kao drevnu magiju koja stvara vezu između njih dvojice. Dumbledore je zatim rekao Harryju da "bi mogao doći dan kada će mu biti veoma drago što je spasio život Pettigrewu".
U Harryju Potteru i Plamenom peharu, Pettigrew je pomogao Voldemortu u provođenju plana za zarobljavanje Harryja. Kad su Harry i Cedric Diggory putoključem u obliku Tromagijskog pokala došli na groblje, Pettigrew se nosivši maleno tijelo svog gospodara pojavio iz tame. Po Voldemortovim je naredbama Peter ubio Cedrica kletvom Avada Kedavra i vezao Harryja za nadgrobni spomenik Voldemortova oca. Zatim je izveo kompliciranu čaroliju koja je Voldemorta vratila u njegovo staro tijelo, ali je pritom Peter morao žrtvovati svoju šaku. Ubrzo nakon ponovnog rođenja, Voldemort je stvorio srebrnu šaku kojom je zamijenio Crvorepovu ruku žrtvovanu tijekom izvođenja čarolije.
Pettigrew se nije pojavio u Harryju Potteru i Redu feniksa, osim u sjećanju Severusa Snapea. Prikazan je i na portretu originalnog Reda feniksa; prije je bio jedan od članova te organizacije.
Također, samo se nakratko pojavljuje i u Harryju Potteru i Princu miješane krvi. Kad Narcissa Malfoy i Bellatrix Lestrange posjete Snapea, otkriva se da se Peter trenutno, po Voldemortovim naredbama, skriva u Snapeovoj kući te da je izazvao sumnju kod Snapea zbog prisluškivanja kroz ključanice iz nepoznatih razloga.
U Harry Potter i Darovi smrti, on se pojavljuje na sastanku Smrtonoša. On je bio jako nervozan i duboko zavaljen u svoj stolac, tako da je u početku bio neprimjetan. Kada se začuo krik jednog od zarobljenika u podrumu, Voldemort je poslao Petera da ga ušutka. Kada su Harry, Ron i Hermiona zarobljeni i dovedeni u palaču Malfoyevih, kućni vilenjak Dobby se pojavio i tajno pokušao osloboditi Harryja i Rona dok je Hermiona bila ispitivana. Peter je poslan istražiti izvor buke u tamnici, ali su ga Harry i Ron zaskočili i počeli bitku s njim. Ron mu je uzeo štapić, a Peter je pokušao udaviti Harryja svojom srebrnom šakom. Harry ga je tada podsjetio na to da mu Peter duguje jer mu je Harry spasio život i Peter je nakratko oklijevao da ga ubije. Ali tada se njegova srebrna ruka okrenula protiv njega i kaznila ga za izdaju Lorda Voldemorta zadavivši ga. Iako su Ron i Harry pokušali pomoći Peteru, šaka ga je ubila.
Peter je jedan od tek nekoliko zlih čarobnjaka koji nisu bili članovi Slytherina.